# A Convidada
A Convidada é o primeiro romance de Simone de Beauvoir, publicado em 1943, pela editora Gallimard. Foi inspirado na história de um ménage à trois entre Jean-Paul Sartre, Simone de Beauvoir e Olga Kosakiewicz. Foi publicado em Portugal em 1963 pela Difusão Europeia do Livro.
Olga era uma das alunas de Simone de Beauvoir na escola secundária, em Ruão, onde ela lecionou. Simone apaixonou-se por Olga. Sartre tentou seduzir Olga, mas ela não se mostrou interessada, pelo que Sartre começou um relacionamento com a sua irmã, Wanda. Até à sua morte, Sartre continuou a sustentar Wanda. O mesmo aconteceu com Olga, durante anos, até que ela se casou com Jacques-Laurent Bost, amante de Simone de Beauvoir.
O romance A Convidada, tal como outros que se seguiram, incluindo O Sangue dos Outros, explora a natureza da responsabilidade individual, contando uma história de amor entre dois estudantes franceses jovens que participaram na resistência francesa, durante a Segunda Guerra Mundial.

## Estudos Críticos
- Jean-Pierre Chopin, "L'Invitée ou le vertige congédié", (em francês) revue Roman 20-50, n ° 13, pp.11-29, Presses universitaires du Septentrion, junho de 1992.